# UCI Europe Tour 2025
UCI Europe Tour 2025 – 21. edycja cyklu wyścigów kolarskich UCI Europe Tour.
W kalendarzu 21. edycji cyklu Europe Tour znalazło się 193 wyścigów rozgrywanych między 24 stycznia a 19 października 2025.

## Kalendarz
Opracowano na podstawie:
| UCI Europe Tour 2025              | UCI Europe Tour 2025 | UCI Europe Tour 2025                        | UCI Europe Tour 2025 | UCI Europe Tour 2025                              | UCI Europe Tour 2025                                | UCI Europe Tour 2025                              | UCI Europe Tour 2025 |
| Data                              | Państwo              | Wyścig                                      | Kat.                 | Zwycięzca                                         | Drugie miejsce                                      | Trzecie miejsce                                   |                      |
| --------------------------------- | -------------------- | ------------------------------------------- | -------------------- | ------------------------------------------------- | --------------------------------------------------- | ------------------------------------------------- | -------------------- |
| 24 sty                            | Hiszpania            | Clàssica Camp de Morvedre                   | 1.2                  | Urko Berrade (Equipo Kern Pharma)                 | Nicolas Breuillard (Saint Michel-Mavic-Auber 93)    | Sergio Geovani Chumil (Burgos-BH)                 |                      |
| 25 sty                            | Hiszpania            | Ruta de la Cerámica - Gran Premio Castellón | 1.1                  | António Morgado (UAE Team Emirates XRG)           | Eric Fagundez (Burgos-Burpellet-BH)                 | Clément Champoussin (XDS Astana Team)             |                      |
| 26 sty                            | Hiszpania            | Gran Premio Valencia                        | 1.1                  | Marc Hirschi (Tudor Pro Cycling Team)             | Christian Scaroni (XDS Astana Team)                 | António Morgado (UAE Team Emirates XRG)           |                      |
| 29 sty                            | Hiszpania            | Trofeo Calvià                               | 1.1                  | Jan Christen (UAE Team Emirates XRG)              | Christian Scaroni (XDS Astana Team)                 | António Morgado (UAE Team Emirates XRG)           |                      |
| 30 sty                            | Hiszpania            | Trofeo Alcudia-Port d'Alcudia               | 1.1                  | Marijn van den Berg (EF Education-EasyPost)       | Anthony Turgis (Team TotalEnergies)                 | Erlend Blikra (Uno-X Mobility)                    |                      |
| 31 sty                            | Hiszpania            | Trofeo Serra de Tramuntana                  | 1.1                  | Florian Stork (Tudor Pro Cycling Team)            | Martin Marcellusi (VF Group-Bardiani CSF-Faizanè)   | Markus Hoelgaard (Uno-X Mobility)                 |                      |
| 1 lut                             | Turcja               | GP Antalya                                  | 1.2                  | Wan Abdul Rahman Hamdan (Terengganu Cycling Team) | Ramazan Yilmaz (Konya Büyükşehir Belediye Spor)     | Emre Kaplan (CNC Cycling Team)                    |                      |
| 1 lut                             | Hiszpania            | Trofeo Pollença                             | 1.1                  | odwołany                                          |                                                     |                                                   |                      |
| 2 lut                             | Hiszpania            | Trofeo Playa de Palma                       | 1.1                  | Iúri Leitão (Caja Rural-Seguros RGA)              | Stanisław Aniołkowski (Cofidis)                     | Erlend Blikra (Uno-X Mobility)                    |                      |
| 2 lut                             | Francja              | Grand Prix Cycliste La Marseillaise         | 1.1                  | Valentin Ferron (Cofidis)                         | Vincent Van Hemelen (Team Flanders-Baloise)         | Francisco Galván (Equipo Kern Pharma)             |                      |
| 5 – 9 lutego 2025                 | Francja              | Étoile de Bessèges                          | 2.1                  | Kévin Vauquelin (Arkéa-B&B Hotels)                | Dylan Teuns (Cofidis)                               | Kevin Geniets (Groupama-FDJ)                      |                      |
| 8 lut                             | Turcja               | Grand Prix Aspendos                         | 1.2                  | Gerard Ledesma (VC Fukuoka)                       | Samet Bulut (Konya Büyükşehir Belediye Spor)        | Benjamín Prades (VC Fukuoka)                      |                      |
| 14 – 16 lutego 2025               | Francja              | Tour de La Provence                         | 2.1                  | Mads Pedersen (Lidl-Trek)                         | Matej Mohorič (Bahrain Victorious)                  | Marijn van den Berg (EF Education-EasyPost)       |                      |
| 15 lut                            | Hiszpania            | Vuelta a Murcia                             | 1.1                  | Fabio Christen (Q36.5 Pro Cycling Team)           | Aurélien Paret-Peintre (Decathlon-AG2R La Mondiale) | Christian Scaroni (XDS Astana Team)               |                      |
| 17 lut                            | Hiszpania            | Clásica Jaén Paraíso Interior               | 1.1                  | Michał Kwiatkowski (Ineos Grenadiers)             | Isaac Del Toro (UAE Team Emirates XRG)              | Ibon Ruiz (Equipo Kern Pharma)                    |                      |
| 17 – 19 lutego 2025               | Francja              | Tour des Alpes-Maritimes et du Var          | 2.1                  | Christian Scaroni (XDS Astana Team)               | Santiago Buitrago (Bahrain Victorious)              | Lenny Martinez (Bahrain Victorious)               |                      |
| 21 lut                            | Francja              | Classic Var                                 | 1.1                  | Christian Scaroni (XDS Astana Team)               | Paul Lapeira (Decathlon-AG2R La Mondiale)           | Victor Lafay (Decathlon-AG2R La Mondiale)         |                      |
| 4 mar                             | Belgia               | Le Samyn                                    | 1.1                  | Mathieu van der Poel (Alpecin-Deceuninck)         | Paul Magnier (Soudal Quick-Step)                    | Émilien Jeannière (Team TotalEnergies)            |                      |
| 5 mar                             | Chorwacja            | Trofej Umag                                 | 1.2                  | Matthias Schwarzbacher (UAE Team Emirates Gen Z)  | Filippo Fortin (Team Solution Tech-Vini Fantini)    | Tobiasz Pawlak (Voster ATS Team)                  |                      |
| 8 mar                             | Belgia               | Grand Prix Criquielion                      | 1.1                  | Matteo Moschetti (Q36.5 Pro Cycling Team)         | Hugo Hofstetter (Israel-Premier Tech)               | Giacomo Nizzolo (Q36.5 Pro Cycling Team)          |                      |
| 8 mar                             | Holandia             | Ster van Zwolle                             | 1.2                  | odwołany                                          |                                                     |                                                   |                      |
| 13 – 16 marca 2025                | Chorwacja            | Istarsko Proljeće                           | 2.2                  | Adrien Boichis (Red Bull-Bora-Hansgrohe Rookies)  | Adrià Pericas (UAE Team Emirates Gen Z)             | Callum Thornley (Red Bull-Bora-Hansgrohe Rookies) |                      |
| 15 – 16 marca 2025                | Holandia             | Visit Friesland Elfsteden Race              | 2.1                  | odwołany                                          |                                                     |                                                   |                      |
| 22 mar                            | Francja              | Classic Loire Atlantique                    | 1.1                  | odwołany                                          |                                                     |                                                   |                      |
| 23 mar                            | Francja              | Cholet-Pays de la Loire                     | 1.1                  | Lukáš Kubiš (Unibet Tietema Rockets)              | Benjamin Thomas (Cofidis)                           | Niklas Larsen (BHS-PL Beton Bornholm)             |                      |
| 25 – 29 marca 2025                | Włochy               | Settimana Internazionale di Coppi e Bartali | 2.1                  |                                                   |                                                     |                                                   |                      |
| 30 mar                            | Francja              | La Roue Tourangelle                         | 1.1                  |                                                   |                                                     |                                                   |                      |
| 30 mar                            | Włochy               | G.P. Emilia                                 | 1.1                  |                                                   |                                                     |                                                   |                      |
| 2 – 6 kwietnia 2025               | Grecja               | Tour of Greece                              | 2.1                  |                                                   |                                                     |                                                   |                      |
| 2 kwi                             | Francja              | Paryż-Camembert                             | 1.1                  |                                                   |                                                     |                                                   |                      |
| 4 kwi                             | Francja              | Route Adélie de Vitré                       | 1.1                  |                                                   |                                                     |                                                   |                      |
| 5 kwi                             | Holandia             | Volta Limburg Classic                       | 1.1                  |                                                   |                                                     |                                                   |                      |
| 8 – 11 kwietnia 2025              | Francja              | Région Pays de la Loire Tour                | 2.1                  |                                                   |                                                     |                                                   |                      |
| 15 – 18 kwietnia 2025             | Włochy               | Giro d’Abruzzo                              | 2.1                  |                                                   |                                                     |                                                   |                      |
| 16 kwi                            | Belgia               | Ronde van Limburg                           | 1.1                  |                                                   |                                                     |                                                   |                      |
| 18 kwi                            | Francja              | Classic Grand Besançon Doubs                | 1.1                  |                                                   |                                                     |                                                   |                      |
| 19 kwi                            | Francja              | Tour du Jura                                | 1.1                  |                                                   |                                                     |                                                   |                      |
| 20 kwi                            | Francja              | Tour du Doubs                               | 1.1                  |                                                   |                                                     |                                                   |                      |
| 24 – 27 kwietnia 2025             | Hiszpania            | Vuelta a Asturias                           | 2.1                  |                                                   |                                                     |                                                   |                      |
| 25 kwietnia – 1 maja 2025         | Francja              | Tour de Bretagne Cycliste                   | 2.2                  |                                                   |                                                     |                                                   |                      |
| 27 kwi                            | Wielka Brytania      | Rutland–Melton International CiCLE Classic  | 1.2                  |                                                   |                                                     |                                                   |                      |
| 3 maj                             | Dania                | Grand Prix Herning                          | 1.2                  |                                                   |                                                     |                                                   |                      |
| 4 maj                             | Belgia               | Famenne Ardenne Classic                     | 1.1                  |                                                   |                                                     |                                                   |                      |
| 8 maj                             | Francja              | Boucles de l’Aulne                          | 1.1                  |                                                   |                                                     |                                                   |                      |
| 9 maj                             | Francja              | Tour du Finistère                           | 1.1                  |                                                   |                                                     |                                                   |                      |
| 18 maj                            | Niemcy               | Rund um Köln                                | 1.1                  |                                                   |                                                     |                                                   |                      |
| 23 – 25 maja 2025                 | Portugalia           | GP Beiras e Serra da Estrela                | 2.1                  |                                                   |                                                     |                                                   |                      |
| 24 maj                            | Holandia             | Veenendaal-Veenendaal Classic               | 1.1                  | odwołany                                          |                                                     |                                                   |                      |
| 29 maj                            | Belgia               | Circuit de Wallonie                         | 1.1                  |                                                   |                                                     |                                                   |                      |
| 29 – 31 maja 2025                 | Estonia              | Tour of Estonia                             | 2.1                  |                                                   |                                                     |                                                   |                      |
| 31 maj                            | Belgia               | Grote Prijs Marcel Kint                     | 1.1                  | odwołany                                          |                                                     |                                                   |                      |
| 4 cze                             | Francja              | Mercan’Tour Classic Alpes-Maritimes         | 1.1                  |                                                   |                                                     |                                                   |                      |
| 7 cze                             | Belgia               | Heistse Pijl                                | 1.1                  |                                                   |                                                     |                                                   |                      |
| 11 – 15 czerwca 2025              | Holandia             | ZLM Tour                                    | 2.1                  | odwołany                                          |                                                     |                                                   |                      |
| 15 cze                            | Belgia               | Elfstedenronde                              | 1.1                  |                                                   |                                                     |                                                   |                      |
| 18 – 21 czerwca 2025              | Francja              | Route d’Occitanie                           | 2.1                  |                                                   |                                                     |                                                   |                      |
| 22 cze                            | Andora               | Andorra MoraBanc Clàssica                   | 1.1                  |                                                   |                                                     |                                                   |                      |
| 24 cze                            | Włochy               | Giro dell’Appennino                         | 1.1                  |                                                   |                                                     |                                                   |                      |
| 3 – 6 lipca 2025                  | Rumunia              | Sibiu Cycling Tour                          | 2.1                  |                                                   |                                                     |                                                   |                      |
| 9 – 13 lipca 2025                 | Austria              | Österreich-Rundfahrt                        | 2.1                  |                                                   |                                                     |                                                   |                      |
| 21 lip                            | Hiszpania            | Clásica Terres de l'Ebre                    | 1.1                  |                                                   |                                                     |                                                   |                      |
| 25 lip                            | Hiszpania            | Prueba Villafranca-Ordiziako Klasika        | 1.1                  | odwołany                                          |                                                     |                                                   |                      |
| 27 lip                            | Hiszpania            | Vuelta a Castilla y León                    | 1.1                  |                                                   |                                                     |                                                   |                      |
| 30 lipca – 10 sierpnia 2025       | Portugalia           | Volta a Portugal                            | 2.1                  |                                                   |                                                     |                                                   |                      |
| 3 sie                             | Hiszpania            | Circuito de Getxo                           | 1.1                  |                                                   |                                                     |                                                   |                      |
| 6 – 8 sierpnia 2025               | Francja              | Tour de l’Ain                               | 2.1                  |                                                   |                                                     |                                                   |                      |
| 14 – 17 sierpnia 2025             | Czechy               | Czech Tour                                  | 2.1                  |                                                   |                                                     |                                                   |                      |
| 17 sie                            | Francja              | Polynormande                                | 1.1                  |                                                   |                                                     |                                                   |                      |
| 19 – 22 sierpnia 2025             | Francja              | Tour du Limousin                            | 2.1                  |                                                   |                                                     |                                                   |                      |
| 26 – 29 sierpnia 2025             | Francja              | Tour du Poitou-Charentes                    | 2.1                  |                                                   |                                                     |                                                   |                      |
| 27 sie                            | Belgia               | MuurClassic Geraardsbergen                  | 1.1                  |                                                   |                                                     |                                                   |                      |
| 4 – 7 września 2025               | Turcja               | Tour of Istanbul                            | 2.1                  |                                                   |                                                     |                                                   |                      |
| 10 wrz                            | Włochy               | Giro di Toscana                             | 1.1                  |                                                   |                                                     |                                                   |                      |
| 13 wrz                            | Włochy               | Memorial Marco Pantani                      | 1.1                  |                                                   |                                                     |                                                   |                      |
| 14 wrz                            | Włochy               | Trofeo Matteotti                            | 1.1                  |                                                   |                                                     |                                                   |                      |
| 17 – 21 września 2025             | Słowacja             | Okolo Slovenska                             | 2.1                  |                                                   |                                                     |                                                   |                      |
| 19 wrz                            | Belgia               | Kampioenschap van Vlaanderen                | 1.1                  |                                                   |                                                     |                                                   |                      |
| 21 wrz                            | Włochy               | Giro della Romagna                          | 1.1                  |                                                   |                                                     |                                                   |                      |
| 21 wrz                            | Belgia               | Gooikse Pijl                                | 1.1                  |                                                   |                                                     |                                                   |                      |
| 21 wrz                            | Francja              | Grand Prix d’Isbergues                      | 1.1                  |                                                   |                                                     |                                                   |                      |
| 24 wrz                            | Belgia               | Omloop van het Houtland                     | 1.1                  |                                                   |                                                     |                                                   |                      |
| 28 wrz                            | Francja              | Paris-Chauny                                | 1.1                  |                                                   |                                                     |                                                   |                      |
| 30 września – 5 października 2025 | Chorwacja            | Tour of Croatia                             | 2.1                  |                                                   |                                                     |                                                   |                      |
| 5 paź                             | Włochy               | Coppa Agostoni                              | 1.1                  |                                                   |                                                     |                                                   |                      |
| 7 paź                             | Belgia               | Binche-Chimay-Binche                        | 1.1                  |                                                   |                                                     |                                                   |                      |
| 9 paź                             | Francja              | Paryż-Bourges                               | 1.1                  | odwołany                                          |                                                     |                                                   |                      |
| 11 paź                            | Francja              | Tour de Vendée                              | 1.1                  |                                                   |                                                     |                                                   |                      |
| 12 paź                            | Włochy               | Trofeo Baracchi                             | 1.1                  |                                                   |                                                     |                                                   |                      |
| 19 paź                            | Francja              | Chrono des Nations                          | 1.1                  |                                                   |                                                     |                                                   |                      |